# Gyllensopp
Gyllensopp (Aureoboletus gentilis) är en svampart som först beskrevs av Lucien Quélet, och fick sitt nu gällande namn av Zdeněk Pouzar 1957. Gyllensopp ingår i släktet Aureoboletus och familjen Boletaceae.  Arten är reproducerande i Sverige. Inga underarter finns listade i Catalogue of Life.

## Källor

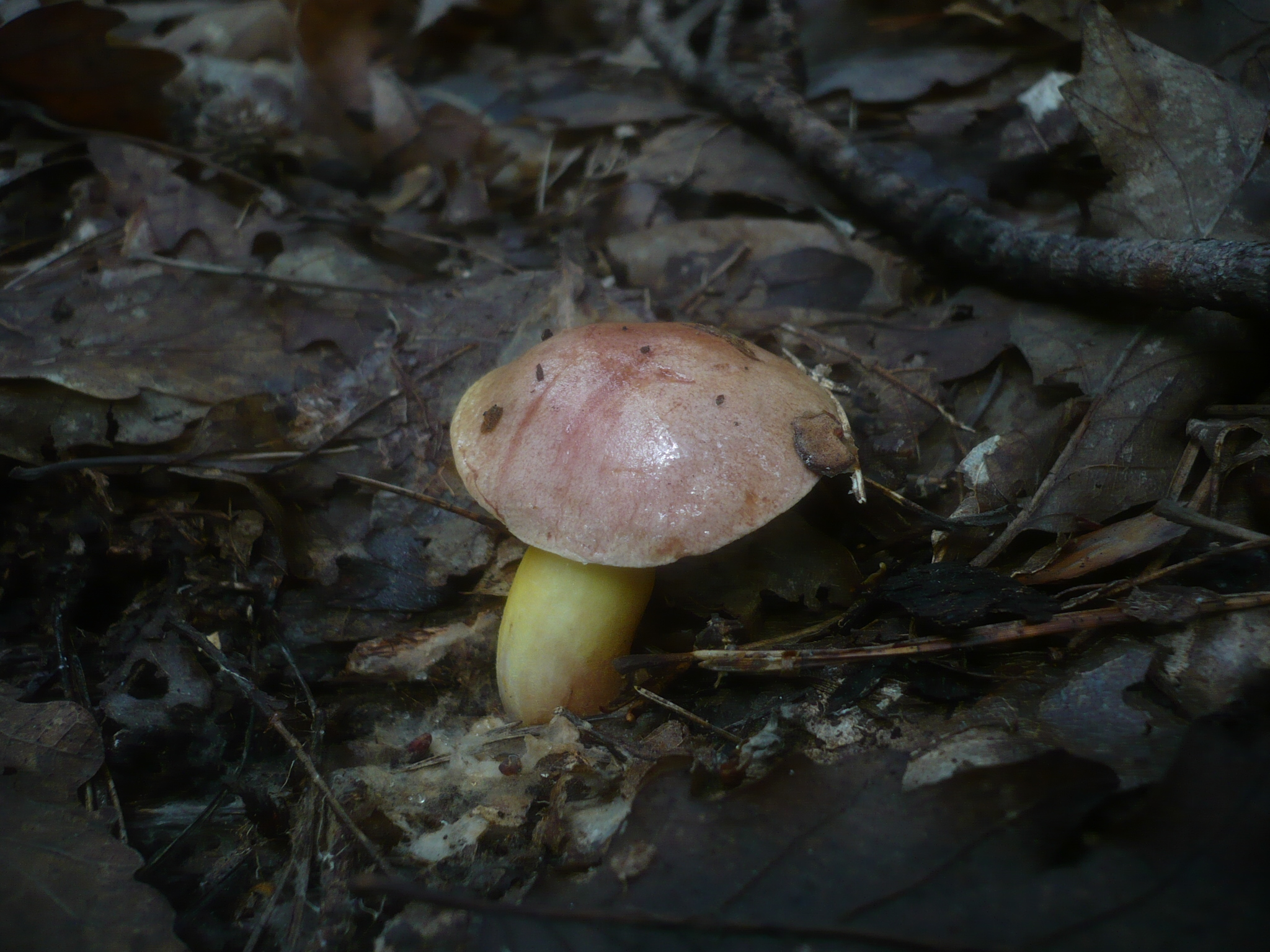
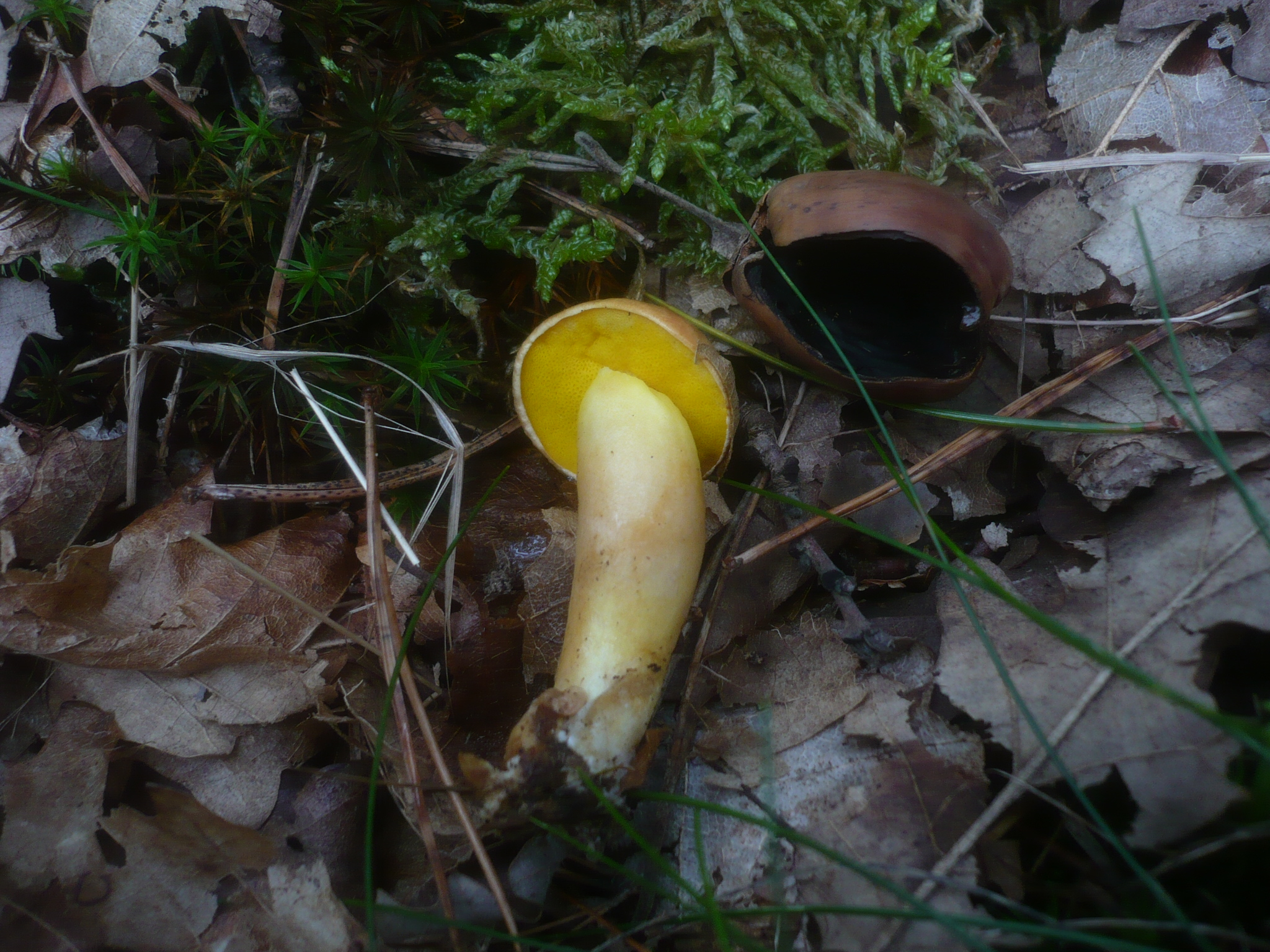
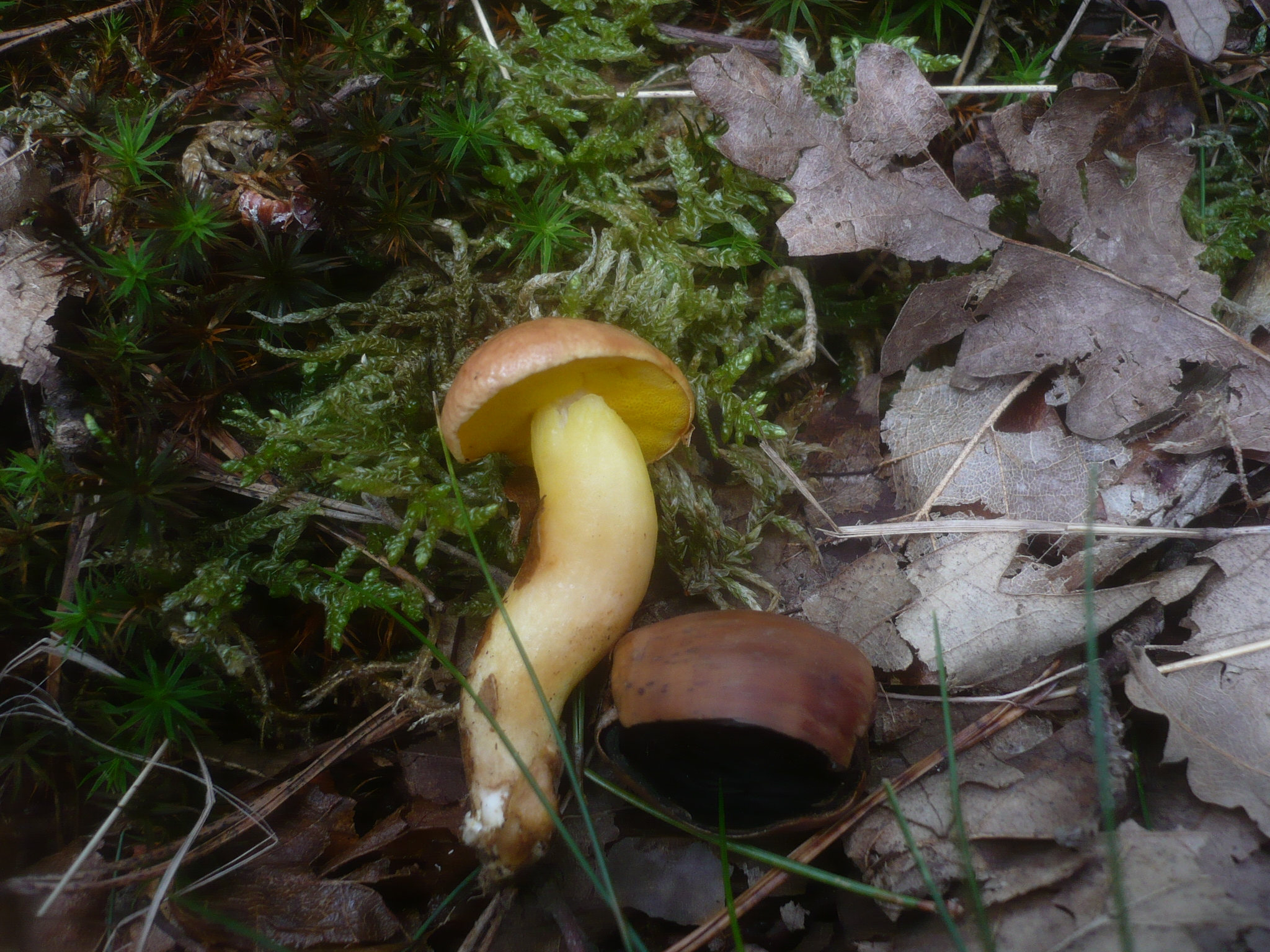
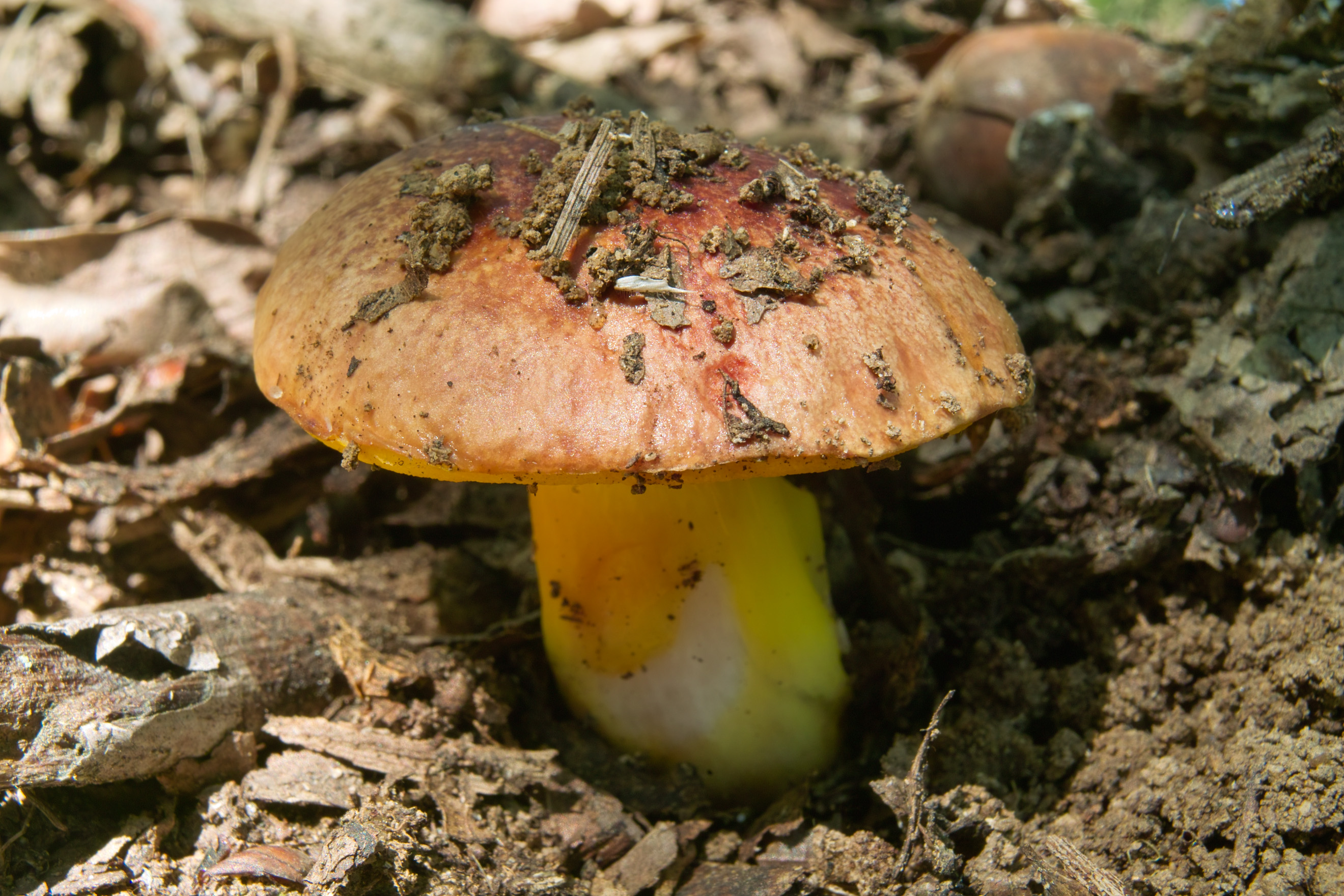
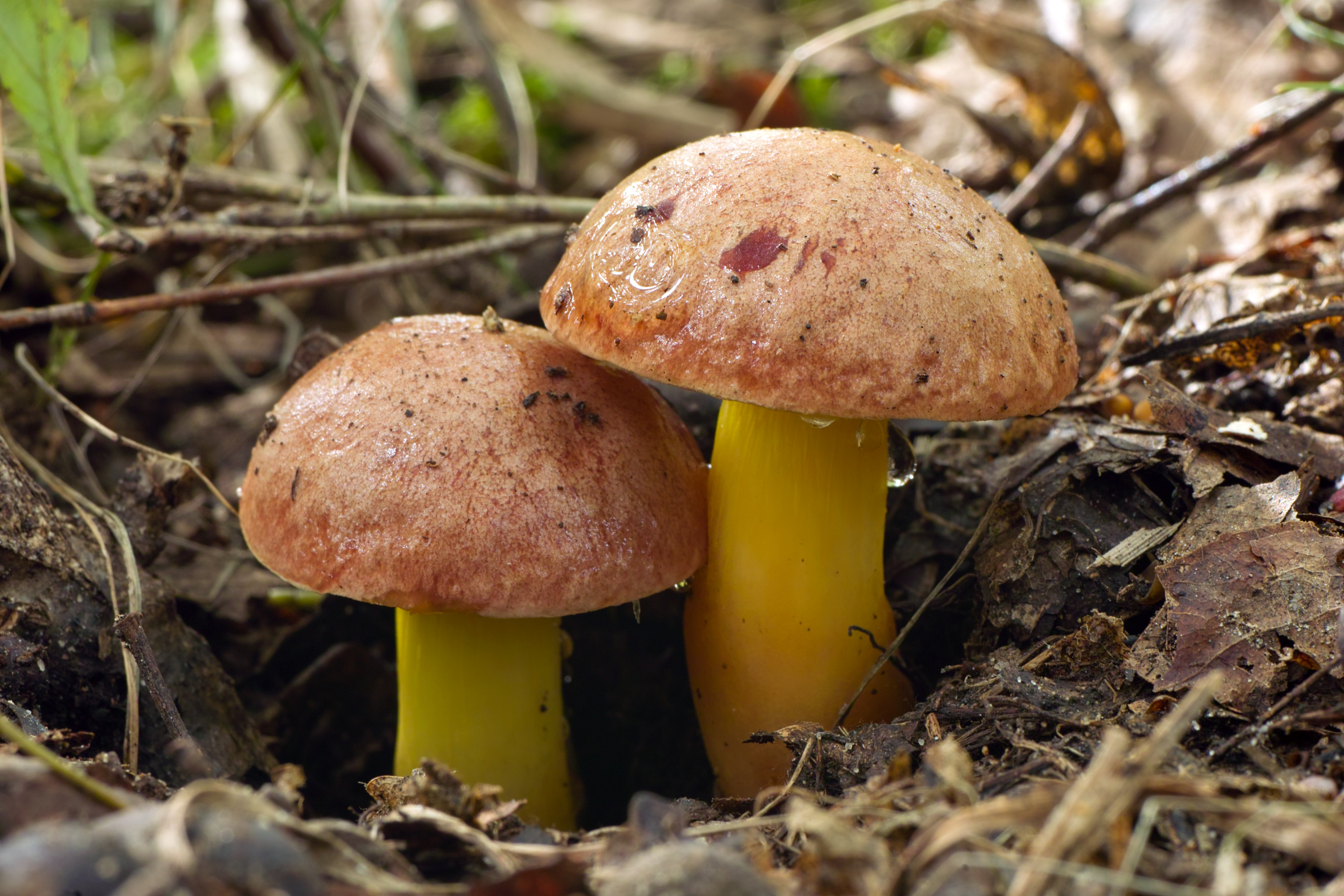